# Impromptu (Chabrier)
Pour les articles homonymes, voir Impromptu.
L'Impromptu en ut majeur est une pièce pour piano composée par Emmanuel Chabrier en 1873. Dédiée à Suzanne Manet, l'épouse du peintre Édouard Manet, l'œuvre est créée par Camille Saint-Saëns à la Société nationale de musique, le 27 janvier 1877. La partition est éditée la même année par les Éditions Heugel. 
Cet Impromptu est considéré comme la première œuvre importante de son auteur. 

## Composition

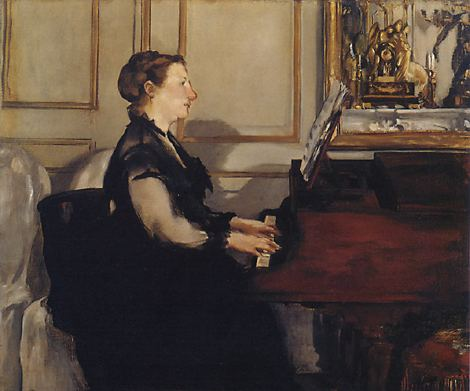
Madame Manet au piano, par Édouard Manet.
Musée d'Orsay, Paris.

Emmanuel Chabrier compose son Impromptu en ut majeur en 1873. Il l'offre à Suzanne Manet, « pianiste de talent », épouse de « son grand ami peintre » Édouard Manet.
Camille Saint-Saëns, « remarquable pianiste », assure la création de cette pièce à la Société nationale de musique, le 27 janvier 1877. La partition est éditée la même année par les Éditions Heugel.

## Présentation
La partition est en un seul mouvement, Allegro scherzando à 
 en ut majeur, avec un épisode central en la bémol majeur Molto meno mosso e dolcissimo. La durée d'exécution est d'environ 5 minutes.

## Analyse
Louis Aguettant mentionne seulement « un Impromptu » dans l'« œuvre variée et inégale » de Chabrier. 
Il s'agit pourtant de « la première pièce révélant la véritable personnalité pianistique » du compositeur, selon François-René Tranchefort. Guy Sacre en détaille les divers aspects, « cette façon d'aborder la piano, ou plutôt de s'y précipiter, ces bonds d'un bout à l'autre du clavier, ces brusqueries, ces syncopes, ces  tapageurs suivis de  impondérables, ce plaisir de l'harmonie savoureuse, cet amour frondeur pour la dissonance, pour le rythme, pour l'éclat, et jusqu'à ce goût du mauvais goût n'appartiennent qu'à lui. La verve qui se donne libre cours dans ces huit pages annonce les meilleures des Pièces pittoresques ».
Pour Roger Delage, « cet Impromptu, d'un langage aussi délicieusement insinuant que virevoltant, s'achève dans une dissolution sonore d'une lumineuse irisation », et les deux thèmes « discrètement espagnols » annoncent aussi bien España qu'ils rendent « comme un discret hommage à Manet transposant dans sa peinture le génie espagnol ».
Pour Alfred Cortot, l'Impromptu contient tous les germes du style de Chabrier : « certes, il n'est pas parfait et n'atteint pas du premier coup au bonheur de réalisation de quelques-unes des Pièces pittoresques ou de la Bourrée fantasque. Mais, déjà, au travers d'une musique parfumée, voluptueuse, malicieuse et câline, demeurent en suspens, accrochées à de troublantes harmonies, des inflexions qui nous deviendront familières, des chutes de phrases qui font pressentir Gwendoline ou La Sulamite, les cadences rebondissantes et concises de Joyeuse Marche et de la Bourrée, les ondoyants dessins mélodiques de l'Île heureuse […] De plus, nous trouvons dans l'Impromptu toutes les caractéristiques de son style pianistique ».
Le pianiste relève la courte introduction, puis, « sur un rythme quasi espagnol », l'exposition du thème en deux périodes alternées, l'une majeure et l'autre mineure, avant l'apparition d'une nouvelle idée, plus vive, en forme d'air de ballet, « puis un intermède, ou, si l'on préfère, un trio alangui, en la bémol majeur, coupé de persiflage alerte d'un deux-huit qui, à deux reprises, reprend en s'en moquant le thème sentimental. Enfin, retour intégral de l'exposition que complète une coda sensuelle et vaporeuse ». Soulignant la forme conventionnelle de la pièce, Cortot loue la rythmique de la partition et sa technique instrumentale, notant l'utilisation de toute l'étendue du clavier, une « écriture aérée et lumineuse », « le souci de la nuance et des oppositions de coloris », ainsi que le rubato, qui « ajoute au dessin mélodique sa cambrure voluptueusement flexible ».

## Discographie
- Emmanuel Chabrier : L'Œuvre pour piano par Pierre Barbizet et Jean Hubeau (janvier-février 1982, 2CD Erato 4509-95309-2, 1994)

### Ouvrages généraux
- Louis Aguettant, La Musique de piano : des origines à Ravel, Paris, Albin Michel / L'Harmattan, coll. « Les Introuvables », 1999 (1re éd. 1954), 446 p. (ISBN 978-2-738-48141-2), « Chabrier », p. 309-313.
- Alfred Cortot, La musique française de piano, Paris, Presses universitaires de France, coll. « Quadrige », 1981, 762 p. (ISBN 2-13-037278-3).
- Guy Sacre, La musique pour piano : dictionnaire des compositeurs et des œuvres, vol. I (A-I), Paris, Robert Laffont, coll. « Bouquins », 1998, 1495 p. (ISBN 978-2-221-05017-0), « Emmanuel Chabrier », p. 610-620.
- Collectif et François-René Tranchefort (dir.), Guide de la musique de piano et de clavecin, Paris, Fayard, coll. « Les Indispensables de la musique », 1987, 870 p. (ISBN 978-2-213-01639-9), « Emmanuel Chabrier », p. 201-206.